# Passagem Franca
Passagem Franca este un oraș în unitatea federativă Maranhão (MA), Brazilia.